# Juan José Quesada

Juan José Quesada (Corrientes, Virreinato del Río de la Plata, 1790 - Montevideo, Uruguay, abril de 1832) fue un militar argentino, que participó en las guerras de independencia de su país y en la Guerra del Brasil. Era hermano de los oficiales Sixto y Dionisio Quesada.

## Inicios de su carrera militar
Se enroló muy joven en el ejército español, Regimiento de Dragones de Buenos Aires, y luego participó en el periplo de un buque corsario en la guerra contra Gran Bretaña, que fue capturado por los ingleses frente a Ciudad del Cabo. Regresó a Buenos Aires a fines de 1807 y se incorporó al Batallón de Montañeses.
Apoyó la Revolución de Mayo y se incorporó a la campaña del general Manuel Belgrano sobre la Banda Oriental en 1811. Participó en la Las Piedras, y se unió al sitio que le impuso José Rondeau a la ciudad de Montevideo. Su audacia era proverbial, y sus superiores lo otorgaron rápidos ascensos. Lideró el Asalto de la Isla de las Ratas, frente al puerto de Montevideo, donde capturó un valioso arsenal que le permitió proveer de pólvora a la artillería sitiadora.
De regreso del sitio participó en la represión del Motín de las Trenzas, y al año siguiente volvió a unirse al sitio de Montevideo. Combatió en la batalla de Cerrito y permaneció en ese destino hasta la caída de la ciudad realista. Fue ascendido al grado de teniente coronel.

## El Ejército del Norte y una larga prisión
A mediados de 1814 pasó al Ejército del Norte, y en diciembre fue uno de los promotores del motín de los oficiales contra el general Carlos María de Alvear, que había logrado que el Director Gervasio Antonio de Posadas lo enviara a ocupar el mando en jefe de ese Ejército. Formó parte de la tercera expedición auxiliadora al Alto Perú y combatió en la batalla de Sipe Sipe. Perdió casi todo su regimiento, y le tomó muchas semanas huir hacia Jujuy.
Se unió a las fuerzas salteñas de Martín Miguel de Güemes, quien lo nombró segundo jefe de la División Volante del Marqués de Yavi, coronel mayor Juan José Feliciano Fernández Campero, jefe de las avanzadas patriotas en la Puna. Tras algunos éxitos, fueron derrotados y capturados juntos en la sorpresa de Yavi por el mariscal realista José de la Serna e Hinojosa y su segundo el coronel Guillermo de Marquiegui. En esa acción de guerra, el coronel Quesada resultó herido en combate por varios sablazos. 
Permaneció cuatro años preso en la cárcel del Algibe en el Callao, frente a Lima, donde compartió la celda con su sobrino Isidro Quesada. Por corto tiempo, también estuvo allí su jefe, el coronel Fernández Campero.
Fue liberado a fines del año 1820, por medio de un canje de prisioneros ordenado por el general José de San Martín. Fue incorporado al Estado Mayor del ejército del Perú, pero dejó ese país a fines de 1821.

## La Guerra del Brasil
Fue pasado a retiro en 1822, y se dedicó al comercio.
En 1826 se unió a la campaña del Brasil con el grado de coronel. Combatió en la batalla de Ituzaingó y fue puesto al mando de un regimiento de caballería, con el que participó en la de Camacuá.
Nunca regresó a Buenos Aires, y permaneció en Montevideo, donde formó su familia y se dedicó al comercio. Falleció en esa ciudad el 13 de abril de 1832.
Sus restos fueron repatriados posteriormente a la Argentina, con los honores correspondientes a un guerrero. Su féretro fue acompañando con pompa militar desde la avenida Belgrano, por la calle Florida hasta el cementerio de la Recoleta donde descansa en el mausoledo del Teniente General Pablo Riccheri. Fue honrado con la imposición de su nombre a una calle en la Ciudad de Buenos Aires y otra en la ciudad de Montevideo en el barrio Simón Bolívar.